# Centro Académico y Cultural San Pablo
El Centro Cultural San Pablo es una institución de servicios académicos ubicada en el antiguo convento de San Pablo en la ciudad de Oaxaca, en el estado de Oaxaca, México. Comparte espacio con las oficinas directivas y otras iniciativas de la Fundación Alfredo Harp Helú Oaxaca, A.C.. El Centro San Pablo articula proyectos académicos con actividades culturales que tienen el fin de valorar la herencia pluricultural, sobre todo indígena, de Oaxaca y México. Fue inaugurado el 26 de noviembre de 2011.

## Historia

### Significado y valor del Centro
El Centro Cultural San Pablo participa en el estudio, la documentación y la preservación de conocimientos y manifestaciones culturales que se están transformando o que se encuentran en vías de desaparición, pero también promueve y abre espacios dignos para las expresiones culturales, tanto tradicionales como innovadoras, de las culturas indígenas. En el primer año de su existencia, el personal del Centro ha coordinado, asesorado o participado en proyectos académicos y culturales en más de cincuenta diferentes comunidades del estado de Oaxaca. En la ciudad de Oaxaca, el Centro ha organizado exposiciones, seminarios, cursos, presentaciones y congresos, entre los cuales uno de los más importantes congresos internacionales sobre las lenguas indígenas mesoamericanas.

## Misión
Los enfoques del Centro Académico y Cultural San Pablo abarcan las lenguas, la historia, el arte, la cultura material, la música entre muchos otros temas, pero no como folclore o bellos objetos sueltos de un contexto social, sino como parte de un profundo, dinámico y complejo legado cultural, lo cual a menudo nos obliga a repensar las perspectivas estereotípicas acerca de la diversidad cultural y las culturas indígenas, así como fomentar un intercambio creativo y respetuoso entre académicos y comunidades y actores indígenas. 

## Instalaciones
El Centro Académico y Cultural San Pablo cuenta con aulas para clases, seminarios y exposiciones y la Biblioteca de Investigación Juan de Córdova, de acceso público, la cual tiene una colección de libros, manuscritos, grabaciones y soportes digitales dedicados a las historias, culturas y lenguas de Oaxaca y Mesoamérica. Sus acervos resguardan algunas colecciones sobresalientes para los estudios históricos y culturales de Oaxaca, entre éstas las de Luis Castañeda Guzmán, John Paddock e Irmgard Weitlaner-Johnson, pioneros de la historia y la antropología oaxaqueña.